# 平稳相近似
平稳相近似是一种处理在给定区间内被积分函数快速振荡的定积分的近似法。下列定积分
{\displaystyle \int _{a}^{b}f(t,x)*e^{ivh(t)}dt}
被积分函数{\displaystyle f(t,x)*e^{ivh(t)}}在{a,b}区间快速振荡，而位相在此区间内的变化相对缓慢。这类积分用拉普拉斯近似无效，必须用平稳相近似法。

## 原理
{\displaystyle F(v,x)=\int _{0}^{\pi }cos(v*h(t)dt}
位相：{\displaystyle v*h(t)=v*(t-xsin(t))}
被积分函数：{\displaystyle cos(v(t-xsin(t))}
位相的平稳点由下列微分方程给出：
{\displaystyle {\frac {d}{dt}}(v*(t-xsin(t))=0},令{\displaystyle v=5,x=35}得平稳相点：
{\displaystyle t_{s}=t=arccos(1/35)=1.54}
将积分F(v,x)分为三段：
{\displaystyle sf:=\int _{0}^{1}cos(5*t-5*x*sin(t))dt+\int _{1}^{2}cos(5*t-5*x*sin(t))dt+\int _{2}^{\pi }cos(5*t-5*x*sin(t))dt}

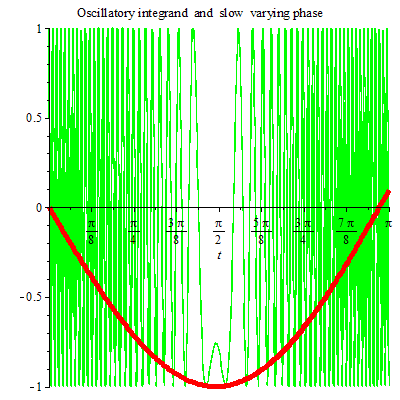
绿线代表振荡的被积分函数，红线代表位相

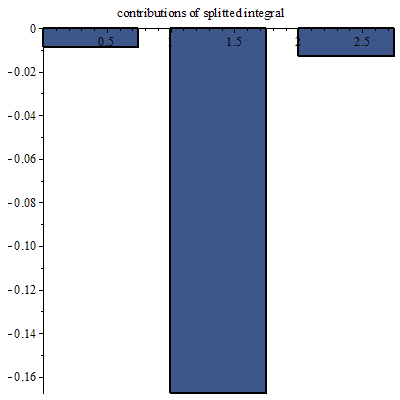
主要贡献来自平稳位相区

由图可见，在平稳相点左右区间[1,2]，位相平稳，这个平稳相区间贡献了定积分的主要部分，在平稳相区间之外[0,1]和{\displaystyle [2,\pi ]}，由于被积分函数振荡激烈，正负相消，因此贡献可以忽略不计。这就是平稳相近似的原理

## 一阶近似展开
设有下列积分
{\displaystyle F(v)=\int _{a}^{b}e^{ivh(t)}f(t)dt},
并设{\displaystyle h(t)}的平稳相点为{\displaystyle t_{k}}
将{\displaystyle h(t)}作泰勒展开：
{\displaystyle h(t)\approx h(t_{k})+{\frac {1}{2}}*(t-t_{k})^{2}h''(t_{k})+\cdots }
于是
{\displaystyle F_{k}(v)\approx e^{ivh(t)}f(t_{k})}{\displaystyle \int _{-\infty }^{\infty }e^{ivs^{2}h''(t_{k})/2}ds}
将所有平稳相点{\displaystyle k=1\cdots N}的贡献相加得
{\displaystyle F(v)\approx {\sqrt {\frac {2*\pi }{abs(v)}}}}{\displaystyle \sum _{k=1}^{N}}{\displaystyle {\frac {f(t_{k})}{\sqrt {abs(h''(t_{k}))}}}exp{(i(vh(t)+{\frac {\pi }{4}}sgn(vh''(t_{k})))}}
一般情形被积分函数是不是积分区间的周期函数，因此积分区间两头的贡献也必须补入，
{\displaystyle F(v)\approx {\sqrt {\frac {2*\pi }{abs(v)}}}}{\displaystyle \sum _{k=1}^{N}}{\displaystyle {\frac {f(t_{k})}{\sqrt {abs(h''(t_{k}))}}}exp{(i(vh(t)+{\frac {\pi }{4}}sgn(vh''(t_{k})))}}{\displaystyle +{\frac {i}{v}}({\frac {e^{ivh(a)}f(a)}{h'(a)}}-{\frac {ivh(b)f(b)}{h'(b)}})}